# Lijst van nummer 1-hits in de Belgische iTunes Top 30 in 2011
Deze hits stonden in 2011 op nummer 1 in de Belgische iTunes Top 30:
| Nummer | Datum        | Artiest                              | Titel                                |                               |
| ------ | ------------ | ------------------------------------ | ------------------------------------ | ----------------------------- |
| 3      | 2 januari    | Martin Solveig & Dragonette          | Hello                                |                               |
|        | 9 januari    | Martin Solveig & Dragonette          | Hello                                |                               |
| 4      | 16 januari   | Britney Spears                       | Hold it against me                   |                               |
| 5      | 23 januari   | Adele                                | Rolling in the deep                  |                               |
| 6      | 30 januari   | Israel Kamakawiwo'ole                | Over the rainbow                     |                               |
| 5      | 6 februari   | Adele                                | Rolling in the deep                  |                               |
| 7      | 13 februari  | Lady Gaga                            | Born this way                        |                               |
|        | 20 februari  | Lady Gaga                            | Born this way                        |                               |
| 8      | 27 februari  | Jennifer Lopez & Pitbull             | On the floor                         |                               |
|        | 6 maart      | Jennifer Lopez & Pitbull             | On the floor                         |                               |
|        | 13 maart     | Jennifer Lopez & Pitbull             | On the floor                         |                               |
| 9      | 20 maart     | David Guetta & Snoop Dogg            | Sweat                                |                               |
| 10     | 27 maart     | Idool 2011 Finalisten                | More to me                           |                               |
|        | 3 april      | Idool 2011 Finalisten                | More to me                           |                               |
| 9      | 10 april     | David Guetta & Snoop Dogg            | Sweat                                |                               |
| 11     | 17 april     | Lady Gaga                            | Judas                                |                               |
| 12     | 24 april     | Jessie J & B.o.B                     | Price tag                            |                               |
|        | 1 mei        | Jessie J & B.o.B.                    | Price tag                            |                               |
| 13     | 8 mei        | David Guetta, Flo Rida & Nicki Minaj | Where them girls at                  |                               |
| 14     | 15 mei       | Adele                                | Set fire to the rain                 |                               |
| 15     | 22 mei       | Kato                                 | Dancing on my own                    |                               |
| 14     | 29 mei       | Adele                                | Set fire to the rain                 |                               |
| 16     | 5 juni       | Coldplay                             | Every teardrop is a waterfall        |                               |
| 17     | 12 juni      | Pitbull, Ne-Yo, Afrojack & Nayer     | Give me everything                   |                               |
|        | 19 juni      | Pitbull, Ne-Yo, Afrojack & Nayer     | Give me everything                   |                               |
|        | 26 juni      | Pitbull, Ne-Yo, Afrojack & Nayer     | Give me everything                   |                               |
|        | 3 juli       | Pitbull, Ne-Yo, Afrojack & Nayer     | Give me everything                   |                               |
|        | 10 juli      | Pitbull, Ne-Yo, Afrojack & Nayer     | Give me everything                   |                               |
|        | 17 juli      | Pitbull, Ne-Yo, Afrojack & Nayer     | Give me everything                   |                               |
| 18     | 24 juli      | Sak Noel                             | Loca people (la gente esta muy loka) |                               |
| 14     | 31 juli      | Adele                                | Set fire to the rain                 |                               |
| 19     | 7 augustus   | Tom Dice & Elisa Tovati              | Il nous faut                         |                               |
|        | 14 augustus  | Tom Dice & Elisa Tovati              | Il nous faut                         |                               |
| 20     | 21 augustus  | Gotye & Kimbra                       | Somebody that I used to know         |                               |
|        | 28 augustus  | Gotye & Kimbra                       | Somebody that I used to know         |                               |
|        | 4 september  | Gotye & Kimbra                       | Somebody that I used to know         |                               |
|        | 11 september | Gotye & Kimbra                       | Somebody that I used to know         |                               |
|        | 18 september | Gotye & Kimbra                       | Somebody that I used to know         |                               |
|        | 25 september | Gotye & Kimbra                       | Somebody that I used to know         |                               |
|        | 2 oktober    | Gotye & Kimbra                       | Somebody that I used to know         |                               |
|        | 9 oktober    | Gotye & Kimbra                       | Somebody that I used to know         |                               |
|        | 16 oktober   | Gotye & Kimbra                       | Somebody that I used to know         |                               |
|        | 23 oktober   | Gotye & Kimbra                       | Somebody that I used to know         |                               |
|        | 30 oktober   | Gotye & Kimbra                       | Somebody that I used to know         |                               |
|        | 6 november   | Gotye & Kimbra                       | Somebody that I used to know         |                               |
| 21     | 13 november  | Lykke Li                             | I follow rivers                      |                               |
|        | 20 november  | Lykke Li                             | I follow rivers                      |                               |
|        | 27 november  | Lykke Li                             | I follow rivers                      |                               |
| 22     | 4 december   | Selah Sue, Tom Barman & The Subs     | Zanna                                |                               |
|        | 11 december  | Selah Sue, Tom Barman & The Subs     | Zanna                                |                               |
|        | 18 december  | Selah Sue, Tom Barman & The Subs     | Zanna                                |                               |
|        | 25 december  | Geen iTunes Top 30 verschenen        | Geen iTunes Top 30 verschenen        | Geen iTunes Top 30 verschenen |

2010 ·
2011 ·
2012 ·
2013 ·
2014 ·
2015